# Right to Die?
Right to Die? ("¿Derecho a morir?") es un documental emitido por Sky Real Lives en diciembre de 2008 y reemitido por PBS el 2 de marzo de 2010 con el nombre "The Suicide Tourist".
El documental trata sobre el suicidio asistido de Craig Colby Ewert (1947–2006), profesor universitario inglés jubilado de 59 años, que sufría de esclerosis lateral amiotrófica. John Zaritsky, canadiense ganador de un Óscar, fue el director y productor. Right to Die? había sido emitido en las televisiones canadiense y suiza sin controversia alguna.